# SN 2005cf
SN 2005cf – supernowa typu Ia odkryta 12 czerwca 2005 roku w galaktyce M-01-39-03. Jej maksymalna jasność wynosiła 13,54m.